# Macroscelides
Macroscelides es un género de mamífero placentario del orden Macroscelidea. Son propios del África Austral.

## Géneros
Se reconocen los siguientes:
- Macroscelides flavicaudatus Lundholm, 1955
- Macroscelides micus Dumbacher et al., 2014
- Macroscelides proboscideus (Shaw, 1800)